# Pedicularis meteororhyncha
Pedicularis meteororhyncha är en snyltrotsväxtart som beskrevs av Hui Lin Li. Pedicularis meteororhyncha ingår i släktet spiror, och familjen snyltrotsväxter. Inga underarter finns listade i Catalogue of Life.